# Михаил Букурещлиев
Михаил Петров Букурещлиев е български композитор, диригент и фолклорист.

## Биография
Роден на 9 април 1930 г. в София. 
Завършва педагогическия отдел на Българската държавна консерватория през 1953 г. при проф. д-р Стоян Джуджев.
През 1953 г. постъпва на работа в редакция „Народна музика“ на БНР. Работил е с Парашкев Хаджиев, Марин Големинов, Веселин Стоянов, Петко Стайнов.
От 1963 г. работи в Института по музикознание към БАН.Пръв изследовател на българския детски музикален фолклор. През 1981 г. защитава дисертация на тема „Детският фолклор на България“. Става ст. н. с. в БАН през 1988 г.
След смъртта на Филип Кутев от 1984 г. до 1988 г. ръководи Държавния ансамбъл за народни песни и танци – София, където се и пенсионира.
Създател и главен художествен ръководител на първия детско-юношески фолклорен ансамбъл в България – „Изворче“ (1961 г.) при Двореца на пионерите (сега Национален дворец на децата) в София.
Работил е с големите имена във фолклора – Атанаска Тодорова, Гюргя Пинджурова, Мита Стойчева, Йовчо Караиванов, Вълкана Стоянова, Магда Пушкарова, Кичка Стоянова, Марин Иванов, Калинка Згурова и много други. Открива за народната музика певиците Лиляна Галевска, Светла Караджова, Роза Банчева и други.
Умира на 5 октомври 2018 г.

## Творчество
Автор на седем книги, сред които книги за Манол Михайлов, Цвятко Благоев, Стоян Величков, Вълкана Стоянова, Магда Пушкарова, Кичка Стоянова, Марин Иванов и други фолклорни изпълнители; 14 сборници и над 400 статии на фолклорна тематика. Записал е над 2000 детски песни, дешифрирал над 13 000 народни песни. Канен е като член и председател в много журита и комисии на фолклорни фестивали в цялата страна. Преподава в Софийския и Благоевградския университет. От 2002 е диригент на Фолклорна формация „Стефан Кънев“ към столичното читалище „Славянска беседа“. Формацията е основана в памет на композитора и диригента Стефан Кънев, а участничките в нея са бивши възпитанички от „Изворче“.